# Giorgio Cavedon
Giorgio Cavedon (Brescia, 17 dicembre 1930 – 14 ottobre 2001) è stato un editore, fumettista e sceneggiatore italiano fondatore della casa editrice Ediperiodici e ideatore, insieme a Renzo Barbieri, della serie a fumetti Isabella, capostipite del genere dei fumetti per adulti, che ebbe numerosi epigoni e che generò un fenomeno di costume durante gli anni sessanta e settanta.

## Biografia
Nato a Brescia nel 1930, la famiglia nel 1935 si trasferisce a Milano dove, dopo il liceo classico, si iscrive alla facoltà di scienze politiche; da studente si interessa di cinema collaborando alla realizzazione di documentari e, inoltre, collabora con alcuni editori scrivendo articoli e libri, come il romanzo Con me alla conquista della cava, che venne pubblicato nel 1958 da Antonio Vallardi Editore. Nel 1954 presenta al Festival di Cannes un cortometraggio sperimentale, Arturo.
Conosce Renzo Barbieri con il quale inizia una lunga collaborazione nel campo delle relazioni pubbliche e poi in quello dell'editoria scrivendo soggetti e sceneggiature per una nuova serie a fumetti ideata da Barbieri, Isabella, pubblicata dall'Editrice 66 fondata dallo stesso Barbieri per pubblicare i fumetti tascabili di genere erotico; l'anno successivo i due divennero soci fondando una nuova casa editrice, le Edizioni ErreGI, per la quale entrambi gli editori sono anche autori; in particolare Cavedon, ispirandosi alla serie di romanzi di Angelica, inventa riprendendo il personaggio già pubblicato per l'editrice 66, un vero e proprio romanzo storico che riuscì a coinvolge i lettori a tal punto che in redazione arrivavano lettere di persone convinte della reale esistenza del personaggio, facendo così raggiungere un successo notevole alla serie a fumetti, raggiungendo vendite di oltre centomila copie a numero; il successo del personaggio portò l'autore a scriverne anche sei romanzi in prosa, della serie Le Memorie di Isabella, pubblicati dal 1967 al 1970 e la sceneggiatura, insieme a Mario Amendola, della trasposizione cinematografica, Isabella duchessa dei diavoli, diretta poi da Bruno Corbucci nel 1969. Insieme a Barbieri e con la collaborazione di altri autori, ideò poi altri personaggi di successo come Jacula, e altri nati sulla scia di Isabella, come Lucrezia, Messalina, Lucifera, Jungla, Hessa, De Sade, Jolanda e Bonnie. Il sodalizio con Barbieri venne interrotto nel 1972 quando questi gli cederà la casa editrice, che venne rinominata Ediperiodici, con tutte le testate; Cavedon riuscì a gestirla con altrettanto successo, creando uno staff di collaboratori come Silverio Pisu, Giorgio Pedrazzi, Remo Pizzardi, Carmelo Gozzo e Furio Arrasich.
Nel 1979 è il regista del film Ombre con Monica Guerritore e Lou Castel, per il quale scrisse anche la sceneggiatura.
Morì in Sardegna il 14 ottobre 2001.

## Opere
- Con me alla conquista della cava - Antonio Vallardi Editore (1958)[2]
- Isabella - Le memorie - ErreGI (6 volumi; 1967-1970)

## Filmografia

### Regista
- Ombre (1980)[2]

### Sceneggiatore
- Scano Boa, regia di Renato Dall'Ara (1961)[9][10]
- Isabella duchessa dei diavoli, regia di Bruno Corbucci (1969)[9][10]
- Ombre (1980)[10]

### Assistente alla regia
- Scano Boa, regia di Renato Dall'Ara (1961)[2]
- I soldi, regia di Gianni Puccini (1965)[10]